# Brücke von Eleutherna
Die Brücke von Eleutherna (griechisch Γέφυρα της Ελεύθερνας (f. sg.)) ist eine altgriechische Kragsteinbrücke in der Nähe des antiken Eleutherna auf der Insel Kreta (Griechenland).
Das guterhaltene Bauwerk besitzt eine für Kragbogenkonstruktionen beachtliche lichte Weite von 3,95 m. Die Bogenöffnung besitzt oberhalb der Kämpferlinie die Form eines gleichschenkligen Dreiecks, dessen Höhe 1,84 m beträgt. Die Gesamtlänge der aus unvermörtelten Kalksteinblöcken bestehenden Brücke misst 9,35 m; ihre Breite schwankt zwischen 5,1 und 5,2 m und läuft Richtung Mitte auf 5,05 m leicht zusammen. Die Bauwerkhöhe liegt zwischen 4 und 4,2 m.
Die bis heute genutzte Brücke wurde erstmals von dem Engländer T.A.B. Spratt nach einer Erkundungstour 1853 in seinem Reisebericht Travels and Researches in Crete beschrieben. Zu seiner Zeit stand einige hundert Meter entfernt noch eine weitere antike Brücke mit einem dreieckigen Bogen, die aber einem späteren Bericht nach zu urteilen noch vor 1893 zerstört worden sein muss.
Eine genaue Datierung der beiden Brücken von Eleutherna wird durch einen Mangel an aussagekräftigen Kleinfunden erschwert. Gleichwohl besteht in der Forschung Einigkeit, dass von einer vorrömischen Zeitstellung auszugehen ist: Nakassis ordnet die noch stehende Brücke als hellenistisches Werk ein, während der italienische Brückenforscher Galliazzo eine Bauzeit am Ende des 4. oder Anfang des 3. Jahrhunderts v. Chr., also eingangs dieser Epoche, annimmt.